# Allain
Allain ist eine französische Gemeinde mit 490 Einwohnern (Stand 1. Januar 2022) im Département Meurthe-et-Moselle in der Region Grand Est (bis 2015 Lothringen). Sie gehört zum Arrondissement Toul und zum Kanton Meine au Saintois. Die Einwohner werden Allainois genannt.

## Geografie
Allain liegt etwa 15 Kilometer südlich von Toul an der Autoroute A31. Die Nachbargemeinden von Allain sind Ochey im Norden, Thuilley-aux-Groseilles im Nordosten, Crépey im Osten und Südosten, Colombey-les-Belles im Südwesten, Bagneux im Westen sowie Crézilles im Nordwesten.

## Bevölkerungsentwicklung
| Jahr                       | 1962 | 1968 | 1975 | 1982 | 1990 | 1999 | 2007 | 2019 |
| Einwohner                  | 276  | 274  | 254  | 274  | 353  | 387  | 461  | 472  |
| Quellen: Cassini und INSEE |      |      |      |      |      |      |      |      |

## Sehenswürdigkeiten
- Kirche Saint-Maurice aus dem 18. Jahrhundert

## Weblinks

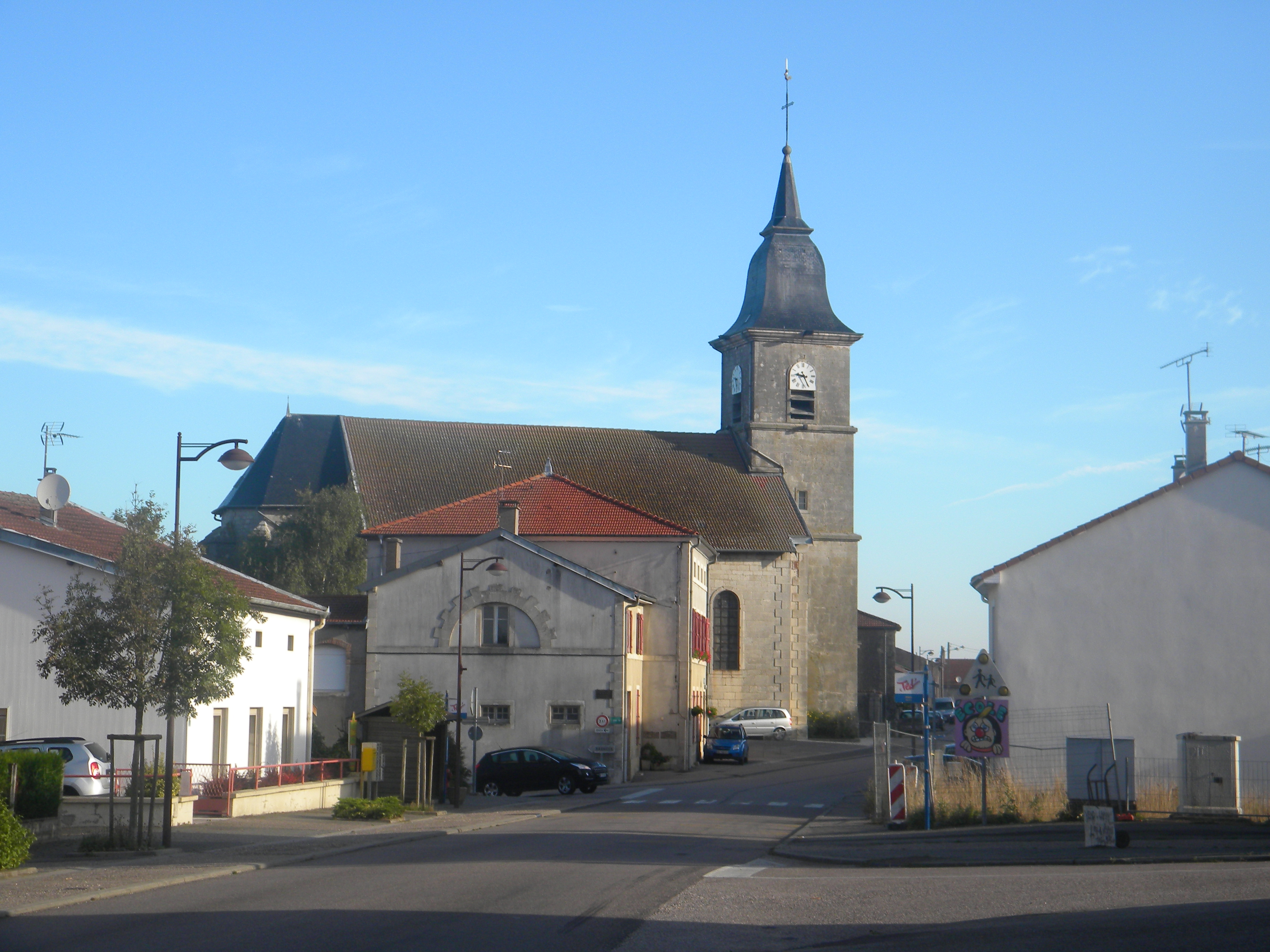
Kirche St-Maurice